# Montfullà
Montfullà – miejscowość w Hiszpanii, w Katalonii, w prowincji Girona, w comarce Gironès, w gminie Bescanó.
W 2015 roku miejscowość zamieszkiwało 213 osób.